# Shroud of the Avatar: Forsaken Virtues
Shroud of the Avatar: Forsaken Virtues — массовая многопользовательская ролевая онлайн-игра, разработанная и выпущенная для Windows американской студией Portalarium; игра, выпущенная в ранний доступ Steam в 2014 году и в виде полной версии в 2018 году создана как идейный наследник серии Ultima. Над созданием игры работали Ричард Гэрриот и Старр Лонг; в создании сеттинга и сценария принимал участие писатель Трейси Хикмен. Средства на разработку игры были собраны с помощью краудфандинга через платформу Kickstarter. Shroud of the Avatar получила посредственные оценки критики — ряд обозревателей описывал игру как неудачную попытку разработчиков соединить элементы, характерные для однопользовательских и многопользовательских игр. С 2018 года игра работает по модели free-to-play.

## Геймплей
Shroud of the Avatar предлагает несколько режимов игры — среди них есть полностью оффлайновый для одного игрока, «однопользовательский», также предназначенный для одного игрока, но разрешающий ему видеть предметы и строения, созданные другими игроками; режим игры с друзьями и массовый многопользовательский, где в одном мире сосуществует множество игроков. В отличие от других подобных игр, в Shroud of the Avatar нет жестко определённых классов персонажей; герои развиваются динамично по мере использования тех или иных навыков. Когда получаемых очков опыта уже не хватает на развитие всех доступных навыков, ненужные навыки можно «отключить». Навыки представлены «глифами» — подобием коллекционных карт, из которых игрок формирует свою колоду; доступные «глифы» случайным образом добавляются в специальную строку навыков и исчезают после использования. Игрок может закрепить в ней определённые навыки, но такие закреплённые навыки он сможет использовать повторно лишь после некоторого кулдауна. Хотя игрок может найти снаряжение в мире игры и получить его за победу над врагами, наиболее мощное снаряжение предлагается создавать самому: для этого игрок должен заполучить соответствующие инструменты, рецепты и материалы, и свойства получившегося предмета определяются множеством составляющих. При желании игрок может обустроить в игре собственное жилище — дом или замок — и создать или приобрести для него обстановку; такие жилища в онлайновых режимах видны и для других игроков.
Общение с неигровыми персонажами, как и в играх 1990-х годов, предусматривает ввод текста с клавиатуры; неигровой персонаж отвечает на обращённые к нему реплики игрока, распознавая в них ключевые слова. Вместо обычного журнала заданий в распоряжении персонажа имеется записная книжка, куда он записывает важные события. Задания поощряют исследование обширных локаций в поисках секретов и альтернативных способов прохождения, никаких маркеров, указывающих направление к желанной цели, попросту нет. В игре нет единого открытого мира; вместо этого, как и в старых частях Ultima или Final Fantasy, игрок может посещать лишь отдельные локации, связанные с друг другом менее детализированной «картой».

## Разработка
Shroud of the Avatar была официально анонсирована Ричардом Гэрриотом и основанной им компанией Portalarium 8 марта 2013 года. Анонсированная игра должна была стать лишь первым из пяти анонсированных эпизодов, каждый из которых должен был расширять игровой мир и историю. При создании мира разработчики вдохновлялись серией Ultima и книгами Д. Р. Р. Толкина; мир игры также включает в себя элементы паропанка. Гэрриот привлёк к созданию игры опытного разработчика Старра Лонга — ранее они совместно работали над чрезвычайно успешной MMORPG Ultima Online и провалившейся Tabula Rasa. Главным сценаристом проекта стал писатель Трейси Хикмен, один из создателей книжной серии Dragonlance. Первые средства на разработку игры были собраны с помощью краудфандинговой платформы Kickstarter — кампания, ставившая в качестве начальной цели 1 миллион долларов США, собрала 1 919 275 долларов от 22 322 участников через Kickstarter и ещё 138 328 долларов через сайт разработчиков.
24 ноября 2014 года игра появилась в раннем доступе Steam. В 2016 году игра была второй по количеству собранных с помощью краудфандинга денег после Star Citizen; большая часть денег — 6 или 8 миллионов долларов США — была получена с помощью продажи через внутриигровой магазин Add-On Store различных виртуальных предметов, прежде всего домов и замков в мире игры. Наиболее дорогие из них стоили до 12 тысяч долларов. На 2018 год собранные игрой средства превышали 12 миллионов долларов.
Shroud of the Avatar покинула ранний доступ 27 марта 2018 года. Она не добилась сколько-нибудь значимого успеха: в июле 2018 года количество одновременно присутствующих в игре игроков по данным Steam составляло лишь 562, а отзывы игроков были «смешанными». Гэрриот винил в провале игры неудачную маркетинговую кампанию и считал, что в мире есть ещё миллионы старых игроков в Ultima, до которых нужно достучаться. Portalium была вынуждена сократить до половины сотрудников — при этом основные сокращения пришлись на художественный и дизайнерский отделы, в то время как основную часть программистов студия сохранила. В октябре 2018 года Shroud of the Avatar перешла на модель распространения free to play; при этом в неё были внесены различные улучшения, отсутствовавшие в релизной версии — например, обучающая локация для новичков или система поиска группы.

## Критика
| Сводный рейтинг    | Сводный рейтинг |
| Агрегатор          | Оценка          |
| ------------------ | --------------- |
| Metacritic         | 58/100          |
| Иноязычные издания |                 |
| Издание            | Оценка          |
| GameStar           | 69/100          |
| 4Players           | 59/100          |

Игра получила посредственные оценки критики. Дмитрий Лагунов в обзоре для русскоязычной версии IGN охарактеризовал игру как «хардкорную», явно рассчитанную на «олдфагов» и тяжелую и неудобную для пользователей, выросших на корейских MMO-играх; он счёл скучным и бессмысленным «оффлайновый» режим игры, предназначенный для одного игрока, и отметил низкую динамику игры в целом. В то же время сюжет игры — хотя и подаваемый через обязательные к прочтению «полотнища» текста — Лагунов назвал глубоким и особо положительно отозвался о доброжелательном сообществе игроков, всегда готовым помочь новичкам.
Рецензент немецкого сайта GameStar Андреас Бертиц посчитал игру неудачной попыткой соединить однопользовательские и многопользовательские ролевые игры; он уделял особое внимание тому, как слабо мир реагирует на действия игрока — например, спасённый игровым персонажем ребёнок никогда не встречается с матерью, отравление припасов в военном лагере никак не влияет на солдат в этом самом лагере, а жители города не обращают внимания ни на армию нежити у ворот, ни на успешное снятие осады. Погибшие неигровые персонажи просто заменяются двойниками с другим именем. По мнению Бертица, техническая часть игры — неудобный интерфейс со множеством меню, напоминающий таблицы Excel, странный дизайн, дерганая и временами комичная анимация неигровых персонажей и врагов, отсутствие какого-либо озвучивания, кроме нечленораздельных выкриков и смеха («как в „Телепузиках“») заставляют игру выглядеть явно незаконченной.
Джереми Пил в обзоре для сайта PCGamesN посчитал, что Ричард Гэрриот сам не определился с тем, наследие какой именно игры он пытается возродить — Ultima VII с её проработанной симуляцией окружения и повествованием, заведомо рассчитанным на одного игрока, или Ultima Online с её миром, живущим своей жизнью даже в отсутствие игрока. Пил перечислял неудачные геймдизайнерские решения и комичные ситуации, с которыми он столкнулся в игре — «нет никакой причины, почему игра от Гэрриота должна выглядеть настолько устаревшей».